# فهرست قنات‌های شهرستان جاجرم
جدول زیر بر اساس آمار وزارت جهاد کشاورزی تهیه شده‌است. فهرست زیر قنات‌های شهرستان جاجرم در استان خراسان شمالی را نشان می‌دهد.
| نام قنات       | موقعیت                         | نزدیک‌ترین روستا | طول قنات (متر) | تعداد میله چاه | عمق مادر چاه | دبی (لیتر بر ثانیه) | سطح زیر کشت (هکتار) |
| -------------- | ------------------------------ | --------------- | -------------- | -------------- | ------------ | ------------------- | ------------------- |
| آب پا’ن دربند  | بخش جلگه شوقان شهرستان جاجرم   | دربند           | ۳۵۰            | ۱۰             | ۱۸           | ۱۴                  | ۲۰                  |
| آسیاب          | بخش مرکزی شهرستان جاجرم        | رباط قره بیل    | ۵۰۰۰           | ۲۰             | ۱۵           | ۲۶                  | ۱۵۰                 |
| ارغون‌آباد      | بخش مرکزی شهرستان جاجرم        | ارغون‌آباد       | ۱۵۰۰           | ۵۰             | ۲۰           | ۸                   | ۱۰                  |
| ارمادلو        | بخش مرکزی شهرستان جاجرم        | ارمادلو         | ۵۰۰            | ۲۵۰            | ۰            | ۱۴                  | ۲۰                  |
| استانقدس       | بخش جلگه شوقان شهرستان جاجرم   | دوبرجه          | ۴۵۰            | ۲۲             | ۱۴           | ۱۲                  | ۱۲                  |
| اصغرآباد       | بخش جلگه شوقان شهرستان جاجرم   | اصغرآباد        | ۲۰۰۰           | ۳۵             | ۱۹           | ۴                   | ۸                   |
| اغلی           | بخش جلگه شوقان شهرستان جاجرم   | چپه             | ۲۰۰            | ۸              | ۱۲           | ۲                   | ۰                   |
| امید گازان     | بخش جلگه سنخواست شهرستان جاجرم | امید سنخواست    | ۱۰۰۰           | ۲۴             | ۳۶           | ۲۶                  | ۵۰                  |
| ایور           | بخش مرکزی شهرستان جاجرم        | ایور            | ۶۰۰۰           | ۶۰             | ۴۰           | ۳۰                  | ۱۵۰                 |
| بالا قلی       | بخش شوقان شهرستان جاجرم        | قلی             | ۸۰۰            | ۲۰             | ۲۵           | ۴                   | ۱۰                  |
| بام            | بخش جلگه شوقان شهرستان جاجرم   | بام             | ۴۰۰۰           | ۲۰             | ۱۵           | ۱۶                  | ۱۸۰                 |
| بردبلند        | بخش مرکزی شهرستان جاجرم        | بردبلند         | ۲۰۰۰           | ۸۰             | ۴۵           | ۱۴                  | ۳۰                  |
| برزنه          | بخش مرکزی شهرستان جاجرم        | برزنه           | ۱۰۰۰           | ۴۰             | ۳۵           | ۱۵                  | ۹۰                  |
| بوریا          | بخش مرکزی شهرستان جاجرم        | گرمه            | ۱۵۰۰           | ۲۵             | ۲۲           | ۵                   | ۸                   |
| جام خانه       | بخش مرکزی شهرستان جاجرم        | درق             | ۱۲۰۰           | ۳۰             | ۵۰           | ۴                   | ۱۰                  |
| جربت           | بخش جلگه سنخواست شهرستان جاجرم | جربت            | ۳۰۰۰           | ۱۸۰            | ۶۰           | ۱۰                  | ۳۶                  |
| جغدی           | بخش جلگه شوقان شهرستان جاجرم   | جغدی            | ۷۰             | ۳              | ۱۲           | ۵                   | ۱۰۰                 |
| حاجی ابراهیم   | بخش مرکزی شهرستان جاجرم        | ایور            | ۹۰۰            | ۲۸             | ۱۵           | ۶                   | ۳۰                  |
| حجت‌آباد        | بخش مرکزی شهرستان جاجرم        | جاجرم           | ۲۷۰۰           | ۹۰             | ۳۰           | ۱۲                  | ۱۰                  |
| خراشا          | بخش جلگه سنخواست شهرستان جاجرم | خراشا           | ۱۰۰۰           | ۲۲             | ۴۰           | ۲۵                  | ۱۰                  |
| خواجه سنگ آور  | بخش مرکزی شهرستان جاجرم        | درق             | ۳۰۰۰           | ۶۱             | ۴۲           | ۱۵                  | ۳۵                  |
| خوشک‌آباد       | بخش مرکزی شهرستان جاجرم        | درق             | ۳۰۰۰           | ۴۵             | ۴۰           | ۹                   | ۱۰                  |
| دستگرد جربت    | بخش جلگه سنخواست شهرستان جاجرم | جربت            | ۳۰۰۰           | ۱۸۰            | ۴۰           | ۵                   | ۱۲                  |
| دهنه دلبر      | بخش مرکزی شهرستان جاجرم        | گرمه            | ۴۰۰            | ۹              | ۸            | ۳                   | ۵۰                  |
| دو درخت        | بخش شوقان شهرستان جاجرم        | طبر             | ۲۰۰۰           | ۳۲             | ۲۰           | ۳۵                  | ۱۴۰                 |
| دیز گله        | بخش شوقان شهرستان جاجرم        | ناویا           | ۲۰۰            | ۱۲             | ۲۰           | ۲                   | ۵۰                  |
| رباط عشق       | بخش شوقان شهرستان جاجرم        | رباط عشق        | ۳۰۰            | ۱۸             | ۶            | ۸                   | ۵۰                  |
| رباط قره بیل   | بخشی نامعلوم در شهرستان جاجرم  | رباط قره بیل    | ۱۰۰۰           | ۴۵             | ۴۰           | ۱۵                  | ۴                   |
| رفته           | بخش جلگه سنخواست شهرستان جاجرم | جربت            | ۵۰۰            | ۳۰             | ۲۰           | ۵                   | ۱۵                  |
| رنگ وازی       | بخش مرکزی شهرستان جاجرم        | درق             | ۲۰۰۰           | ۴۰             | ۴۰           | ۱۶                  | ۵۰                  |
| رهبر           | بخش مرکزی شهرستان جاجرم        | جاجرم           | ۱۰۰۰           | ۱۰۰            | ۲۰           | ۸                   | ۲۰                  |
| زمان‌آباد       | بخش مرکزی شهرستان جاجرم        | کلاته زمان‌آباد  | ۱۲۰۰           | ۴۲             | ۴۰           | ۱۵                  | ۳۰                  |
| زورآباد        | بخش مرکزی شهرستان جاجرم        | گرمه            | ۱۵۰۰           | ۵۵             | ۳۵           | ۱۵                  | ۴۰                  |
| ساقرچیان       | بخش مرکزی شهرستان جاجرم        | گرمه            | ۲۰۰۰           | ۲۰             | ۴۵           | ۵                   | ۳۰                  |
| سراچمن         | بخش مرکزی شهرستان جاجرم        | گرمه            | ۱۸۰۰           | ۴۵             | ۳۵           | ۱۲                  | ۸۰                  |
| سعیدآباد       | بخش مرکزی شهرستان جاجرم        | گرمه            | ۸۰۰            | ۲۵             | ۲۵           | ۶                   | ۳۰                  |
| سعیدآباد       | بخش مرکزی شهرستان جاجرم        | سعیدآباد        | ۳۰۰۰           | ۳۰             | ۲۵           | ۱۲                  | ۳۰                  |
| سفید دالو      | بخش مرکزی شهرستان جاجرم        | گرمه            | ۷۰۰            | ۲۰             | ۵۶           | ۱۴                  | ۲۰                  |
| سنجه بیا       | بخش مرکزی شهرستان جاجرم        | ایور            | ۵۰۰            | ۱۳             | ۱۰           | ۳                   | ۸                   |
| سیاه کمری      | بخش جلگه سنخواست شهرستان جاجرم | جربت            | ۵۰۰            | ۲۰۰            | ۶۰           | ۱۵                  | ۴۰                  |
| سیدآباد        | بخش مرکزی شهرستان جاجرم        | سیدآباد         | ۳۰۰۰           | ۴۵             | ۲۲           | ۱۵                  | ۳۰                  |
| شاه‌آباد        | بخش مرکزی شهرستان جاجرم        | ایور            | ۴۰۰۰           | ۶۰             | ۳۵           | ۲۲                  | ۶۰                  |
| شمس‌آباد        | بخش جلگه سنخواست شهرستان جاجرم | جربت            | ۲۰۰۰           | ۹۰             | ۵۰           | ۶                   | ۱۰                  |
| شهریاری گرمه   | بخش مرکزی شهرستان جاجرم        | شهریاری گرمه    | ۱۰۰۰           | ۵۰             | ۵۰           | ۵                   | ۳۰                  |
| شورابی         | بخش مرکزی شهرستان جاجرم        | ایور            | ۲۵۰۰           | ۲۸             | ۴۵           | ۲۴                  | ۲۰۰                 |
| شورک           | بخش مرکزی شهرستان جاجرم        | شورک            | ۵۰۰۰           | ۱۵۰            | ۳۰           | ۱۵                  | ۵۰                  |
| شورک علیا      | بخش جلگه شوقان شهرستان جاجرم   | شوقان           | ۱۵۰            | ۸              | ۲۲           | ۱۰                  | ۱۰۰                 |
| شوقان          | بخش شوقان شهرستان جاجرم        | شوقان           | ۴۰۰۰           | ۵۰             | ۳۰           | ۲۵                  | ۷۰                  |
| صنم سقلی       | بخش مرکزی شهرستان جاجرم        | چشمه خان        | ۳۰۰            | ۱۰             | ۲۰           | ۳                   | ۳۰                  |
| طبربالا        | بخش شوقان شهرستان جاجرم        | طبر             | ۳۰۰۰           | ۲۲             | ۴۵           | ۲۸                  | ۱۲۰۰                |
| عزیز‌آباد       | بخش جلگه سنخواست شهرستان جاجرم | کلاته ترکها     | ۱۰۰            | ۶              | ۱۶           | ۴                   | ۸                   |
| علی اکبر       | بخش جلگه شوقان شهرستان جاجرم   | کلاته علی اکبر  | ۶۰۰۰           | ۱۴۰            | ۲۵           | ۴                   | ۲۰                  |
| علی موسی       | بخش جلگه شوقان شهرستان جاجرم   | دوبرجه          | ۴۰۰            | ۱۲             | ۱۴           | ۶                   | ۱۲                  |
| علی پلنگ       | بخش جلگه سنخواست شهرستان جاجرم | جربت            | ۱۰۰۰           | ۲۰             | ۲۰           | ۵                   | ۱۰                  |
| علیاندهی       | بخش مرکزی شهرستان جاجرم        | گرمه            | ۳۸۰۰           | ۴۰             | ۲۵           | ۴                   | ۴۰                  |
| علی‌آباد        | بخش جلگه سنخواست شهرستان جاجرم | سنخواست خراشا   | ۱۵۰۰           | ۲۹             | ۲۵           | ۳۲                  | ۱۰۰                 |
| عمارت          | بخش جلگه شوقان شهرستان جاجرم   | عمارت           | ۶۰۰۰           | ۳۰۰            | ۳۵           | ۱۸                  | ۵۰                  |
| قاجار          | بخش شوقان شهرستان جاجرم        | کلاته شوقان     | ۴۰۰۰           | ۷۰             | ۴۵           | ۱۵                  | ۱۰۰                 |
| قزلحصار علیا   | بخش مرکزی شهرستان جاجرم        | قزلحصار علیا    | ۵۰۰            | ۱۰۰            | ۳۰           | ۴                   | ۳۰                  |
| قزلحصارسفلی    | بخش مرکزی شهرستان جاجرم        | قزلحصارسفلی     | ۳۵۰            | ۱۲             | ۱۸           | ۱۲                  | ۲۵                  |
| قزلق           | بخش مرکزی شهرستان جاجرم        | قزلق            | ۰              | ۰              | ۰            | ۰                   | ۰                   |
| قزلکال         | بخش جلگه شوقان شهرستان جاجرم   | حصار عیسی       | ۱۵۰۰           | ۵              | ۷            | ۲۶                  | ۴۰                  |
| قلعه سفید      | بخش سنخواست شهرستان جاجرم      | جربت            | ۱۰۰۰۰          | ۱۸۰            | ۵۰           | ۲۰                  | ۴۰                  |
| قلعه سفید      | بخش شوقان شهرستان جاجرم        | ناویا           | ۲۰۰۰           | ۱۰۵            | ۴۰           | ۲                   | ۱۴۰                 |
| قلعه سنگی طبر  | بخش جلگه شوقان شهرستان جاجرم   | طبر             | ۱۰۰            | ۵              | ۰            | ۴                   | ۱۰                  |
| قلعه کور       | بخش مرکزی شهرستان جاجرم        | ایور            | ۱۵۰۰           | ۴۰             | ۴۰           | ۶                   | ۰                   |
| محمدآباد       | بخش جلگه شوقان شهرستان جاجرم   | محمدآباد        | ۱۷۰۰           | ۷۰             | ۳۰           | ۱۵                  | ۵۰۰                 |
| محمدآباد       | بخش جلگه سنخواست شهرستان جاجرم | کلاته ترکها     | ۹۰۰            | ۲۹             | ۱۸           | ۸                   | ۱۵                  |
| محمدآباد       | بخش سنخواست شهرستان جاجرم      | کلاته ترکها     | ۹۰۰            | ۲۹             | ۱۸           | ۸                   | ۱۵                  |
| معصوم‌آباد      | بخش مرکزی شهرستان جاجرم        | درق             | ۲۰۰۰           | ۲۰             | ۲۵           | ۶                   | ۷                   |
| مفت‌آباد        | بخش مرکزی شهرستان جاجرم        | گرمه            | ۱۹۰۰           | ۳۸             | ۴۶           | ۶                   | ۴۷                  |
| مقصودآباد      | بخش جلگه شوقان شهرستان جاجرم   | مقصودآباد       | ۱۵۵۰           | ۵۲             | ۲۲           | ۱۲                  | ۵۰                  |
| منجیق‌آباد      | بخش مرکزی شهرستان جاجرم        | درق             | ۶۰۰۰           | ۱۰۵            | ۱۵           | ۱۵                  | ۳۵                  |
| منرآباد        | بخش مرکزی شهرستان جاجرم        | درق             | ۳۰۰۰           | ۳۰             | ۳۶           | ۱۵                  | ۲۰                  |
| مهماندهی       | بخش مرکزی شهرستان جاجرم        | درق             | ۳۰۰۰           | ۴۵             | ۱۸           | ۱۰                  | ۱۵                  |
| مچوگرمه        | بخش مرکزی شهرستان جاجرم        | مچوگرمه         | ۰              | ۰              | ۰            | ۰                   | ۰                   |
| میرزارضاقلی    | بخش جلگه شوقان شهرستان جاجرم   | دوبرجه          | ۱۴۵۰           | ۴۰             | ۴۰           | ۴                   | ۱۵۰                 |
| میرهاشم        | بخش جلگه شوقان شهرستان جاجرم   | کلاته میرهاشم   | ۵۰۰            | ۶              | ۱۷           | ۹                   | ۱۲                  |
| ناویا          | بخش جلگه شوقان شهرستان جاجرم   | ناویا           | ۲۰۰۰           | ۷۰             | ۹            | ۴                   | ۰                   |
| نقدابی         | بخش مرکزی شهرستان جاجرم        | ایور            | ۲۰۰۰           | ۲۰             | ۳۰           | ۵                   | ۲۵                  |
| نیوال          | بخش مرکزی شهرستان جاجرم        | گرمه            | ۲۰۰۰           | ۲۰             | ۵۰           | ۱۰                  | ۳۰                  |
| هارون‌آباد      | بخش مرکزی شهرستان جاجرم        | هارون‌آباد       | ۲۰۰۰           | ۴۰             | ۶۵           | ۱۳                  | ۸۰                  |
| هستوا          | بخش مرکزی شهرستان جاجرم        | گرمه            | ۲۰۰۰           | ۲۰             | ۲۵           | ۱۲                  | ۳۰                  |
| ورنوان         | بخش مرکزی شهرستان جاجرم        | ورنوان          | ۱۵۰۰           | ۹۵             | ۶            | ۱۵                  | ۲۰                  |
| پائین طبر      | بخش جلگه شوقان شهرستان جاجرم   | طبر             | ۱۰۰۰           | ۳۳             | ۴۰           | ۱۰                  | ۷۰                  |
| پشت بام        | بخش جلگه شوقان شهرستان جاجرم   | پشت بام         | ۵۶۰            | ۲۵             | ۱۵           | ۲۲                  | ۹۰                  |
| پیشی دره       | بخش جلگه شوقان شهرستان جاجرم   | پیشی دره        | ۱۵۰۰           | ۴۵             | ۲۵           | ۹                   | ۱۳                  |
| چشمه طبری      | بخش جلگه شوقان شهرستان جاجرم   | چشمه طبری       | ۶۰۰            | ۱۴             | ۱۹           | ۳۰                  | ۱۰                  |
| چپه            | بخش جلگه شوقان شهرستان جاجرم   | چپه             | ۵۰۰            | ۵۰             | ۱۴           | ۶                   | ۲۵۰                 |
| کاریزمیانه     | بخش مرکزی شهرستان جاجرم        | شهر جاجرم       | ۲۵۰۰           | ۹۰             | ۵۰           | ۱۲                  | ۳۰                  |
| کته در         | بخش جلگه شوقان شهرستان جاجرم   | طبر             | ۵۰۰            | ۱۲             | ۱۵           | ۶                   | ۵۰                  |
| کج بید پائین   | بخش مرکزی شهرستان جاجرم        | کج بیدپا’ین     | ۱۵۰۰           | ۴۰             | ۴۰           | ۶                   | ۳۵                  |
| کجبید بالا     | بخش مرکزی شهرستان جاجرم        | گرمه            | ۱۵۰۰           | ۸۰             | ۴۵           | ۸                   | ۲۵                  |
| کرفی در        | بخش سنخواست شهرستان جاجرم      | کرف             | ۷۰             | ۶              | ۱۰           | ۶                   | ۱۰                  |
| کرکی           | بخشی نامعلوم در شهرستان جاجرم  | کرکی            | ۵۰۰            | ۱۷             | ۲۰           | ۸                   | ۱۵                  |
| کلاته ذکری     | بخش جلگه شوقان شهرستان جاجرم   | بام             | ۱۵۰            | ۱۰             | ۷            | ۶                   | ۵                   |
| کلاته ارته     | بخش جلگه شوقان شهرستان جاجرم   | ناویا           | ۳۰۰            | ۱۵             | ۱۰           | ۳                   | ۱۰                  |
| کلاته باد بر   | بخش جلگه سنخواست شهرستان جاجرم | جربت            | ۱۰۰۰           | ۵۰             | ۳۰           | ۲                   | ۵                   |
| کلاته باقرگرمه | بخش مرکزی شهرستان جاجرم        | گرمه            | ۸۰۰            | ۲۰             | ۱۸           | ۸                   | ۲۰                  |
| کلاته جان      | بخش جلگه سنخواست شهرستان جاجرم | کلاته جان       | ۶۰۰            | ۴۰             | ۲۰           | ۱۴                  | ۵۰                  |
| کلاته حاجی     | بخش مرکزی شهرستان جاجرم        | کلاته حاجی      | ۷۰۰            | ۲۵             | ۱۸           | ۸                   | ۰                   |
| کلاته حمزه     | بخش مرکزی شهرستان جاجرم        | کلاته حمزه      | ۱۰۰۰           | ۳۰             | ۳۵           | ۸                   | ۱۵                  |
| کلاته خیابان   | بخش سنخواست شهرستان جاجرم      | جربت            | ۴۰۰۰           | ۹۰             | ۵۵           | ۱۲                  | ۳۰                  |
| کلاته دربند    | بخش جلگه شوقان شهرستان جاجرم   | دربند           | ۶۰۰            | ۱۲             | ۱۵           | ۴                   | ۳                   |
| کلاته ریزی     | بخش جلگه شوقان شهرستان جاجرم   | کلاته ریزی کهنه | ۳۵۰            | ۷              | ۱۵           | ۵                   | ۳۰                  |
| کلاته ریزی     | بخش جلگه شوقان شهرستان جاجرم   | کلاته ریزی تازه | ۱۵۰            | ۷              | ۱۵           | ۸                   | ۴۰                  |
| کلاته سهرابیه  | بخش مرکزی شهرستان جاجرم        | ایور            | ۱۰۰۰           | ۱۲             | ۲۵           | ۲                   | ۳                   |
| کلاته شور      | بخش جلگه سنخواست شهرستان جاجرم | سنخواست         | ۱۰۰۰           | ۱۳             | ۲۴           | ۲۲                  | ۶۰                  |
| کلاته شوقان    | بخش جلگه شوقان شهرستان جاجرم   | کلاته شوقان     | ۲۰۰۰           | ۶۰             | ۵۰           | ۱۸                  | ۵۰                  |
| کلاته شوقان    | بخش جلگه شوقان شهرستان جاجرم   | کلاته شوقان     | ۲۰۰۰           | ۱۳۰            | ۱۳۵          | ۱۸                  | ۶۰                  |
| کلاته عبدا     | بخش مرکزی شهرستان جاجرم        | کلاته عبدا      | ۱۱۶۰           | ۱۸             | ۴۵           | ۵                   | ۶                   |
| کلاته علی      | بخش جلگه شوقان شهرستان جاجرم   | پشت بام         | ۱۲۲۵           | ۴۵             | ۲۷           | ۱۰                  | ۵۰                  |
| کلاته غلام     | بخش مرکزی شهرستان جاجرم        | کلاته غلام      | ۶۰۰            | ۱۲             | ۱۵           | ۱۰                  | ۲۰                  |
| کلاته قره      | بخش جلگه شوقان شهرستان جاجرم   | طبر             | ۶۰             | ۲              | ۴            | ۶                   | ۸                   |
| کلاته قلی      | بخش جلگه شوقان شهرستان جاجرم   | بام             | ۳۵۰            | ۸              | ۱۲           | ۹                   | ۵۰                  |
| کلاته موسی     | بخش جلگه شوقان شهرستان جاجرم   | ملاویس          | ۵۰۰            | ۱۰             | ۹۰           | ۲                   | ۲                   |
| کلاته میرزا    | بخش جلگه شوقان شهرستان جاجرم   | دوبرجه          | ۸۰۰            | ۴۰             | ۲۲           | ۷                   | ۲۰۰                 |
| کلاته نجمان    | بخش مرکزی شهرستان جاجرم        | ایور            | ۲۰۰            | ۷              | ۱۵           | ۱۲                  | ۳۰                  |
| کلاته کال      | بخش مرکزی شهرستان جاجرم        | کلاته کال       | ۷۰۰            | ۳۰             | ۳۵           | ۱۰                  | ۲۰                  |
| کلاته کنار     | بخش شوقان شهرستان جاجرم        | ناویا           | ۳۰۰            | ۳۵             | ۱۵           | ۲                   | ۰                   |
| کلاته گازان    | بخش جلگه سنخواست شهرستان جاجرم | گازان           | ۹۰۰            | ۲۰             | ۳۵           | ۳۵                  | ۶۲                  |
| کلاتهاب شیرین  | بخش جلگه شوقان شهرستان جاجرم   | کتلی            | ۲۰۰            | ۱۵             | ۶            | ۱۸                  | ۱۲۰                 |
| کلاته‌ایور      | بخش مرکزی شهرستان جاجرم        | ایور            | ۳۰۰۰           | ۱۸             | ۴۰           | ۳۰                  | ۱۰۰                 |
| کهنه دره جربت  | بخش جلگه سنخواست شهرستان جاجرم | جربت            | ۲۰۰۰           | ۹۵             | ۴۰           | ۶                   | ۱۰                  |
| گرمن دره       | بخش مرکزی شهرستان جاجرم        | گرمن دره        | ۲۵۰            | ۸              | ۹            | ۲۶                  | ۵۰                  |
| گرمه           | بخش مرکزی شهرستان جاجرم        | گرمه            | ۵۰۰۰           | ۵۰             | ۷۵           | ۳۵                  | ۱۵۰                 |
| گرمک           | بخش جلگه شوقان شهرستان جاجرم   | گرمک            | ۱۵۵            | ۷              | ۲۲           | ۴                   | ۲۳                  |
| گزی            | بخش مرکزی شهرستان جاجرم        | گزی             | ۷۰۰            | ۱۰             | ۲۰           | ۲۰                  | ۱۰۰                 |
| گنداب          | بخش مرکزی شهرستان جاجرم        | درق             | ۲۰۰۰           | ۱۰۰            | ۰            | ۱۵                  | ۳۰                  |
| یان چشمه       | بخش مرکزی شهرستان جاجرم        | جاجرم           | ۸۰۰            | ۳۰             | ۴۰           | ۶                   | ۷۰                  |
| یزددرق         | بخش مرکزی شهرستان جاجرم        | درق             | ۳۵۰۰           | ۵۰             | ۲۲           | ۱۲                  | ۱۲۰                 |
| یوسف‌آباد       | بخش مرکزی شهرستان جاجرم        | یوسف‌آباد        | ۳۰۰۰           | ۳۰             | ۲۵           | ۸                   | ۳۰                  |

قنات آب بازار قدیمی ترین قنات بخش مرکزی می باشد که مظهر آن پشت بند جاجرم می باشد که متاسفانه به آن اشاره نشده است.